# Alara Şehitler
Alara Şehitler ([şɛɦɪtlɛr],* 27. November 2006 in Weingarten), auch nur Alara genannt, ist eine deutsche Fußballspielerin. Sie steht seit 2023 beim Bundesligisten FC Bayern München unter Vertrag und ist seit 2024 für die A-Nationalmannschaft aktiv.
Alara kann im Mittelfeld und im Sturm zentral sowie außen eingesetzt werden.

## Leben
Sie besuchte das Studienkolleg St. Johann Blönried, ein katholisches Gymnasium im Aulendorfer Stadtteil Blönried.
Ihre Mutter ist Deutsche, ihr Vater stammt aus der Türkei. Der Familienname Şehitler bedeutet so viel wie Märtyrer, wobei Şehit die Grundform, ler die Pluralendung ist. Der Name ist in der Türkei nicht ungewöhnlich, jedoch in Deutschland sehr selten zu finden. Aufgrund von Assoziationen zu Adolf Hitler äußerte sie 2024 den Wunsch, zukünftig nur noch unter ihrem Vornamen aufzulaufen. Der FC Bayern München und der DFB unterstützten sie dabei.

## Karriere

### Vereine
Şehitler begann bei der SG Aulendorf als Bambina mit dem Fußballspielen und durchlief die Altersklassen bis hin zur D-Jugend. Anfang 2018 wechselte sie zum spielklassenhöheren SV Weingarten, bevor sie in die C-Jugendmannschaft des FV Ravensburg wechselte.
Am 13. Februar 2023 gab der FC Bayern München auf seiner vereinseigenen Website die Verpflichtung von Alara Şehitler bekannt, die mit einem bis zum 30. Juni 2025 datierten Vertrag ausgestattet wurde. Nachdem sie im September und Oktober bereits drei Punktspiele für die zweite Mannschaft in der 2. Bundesliga bestritten hatte, debütierte sie am 22. Oktober 2023 (5. Spieltag) beim 3:0-Sieg im Auswärtsspiel gegen den Bundesliganeuling RB Leipzig mit Einwechslung für Linda Dallmann in der 86. Minute. Nach mehreren Einwechslungen und einer krankheitsbedingten Pause durch eine Covid-Erkrankung, feierte sie beim Pokalspiel in Offenbach ihr Startelf-Debüt in einem Pflichtspiel im Profibereich. Beim 6:0-Sieg konnte sie auch einen Treffer beisteuern. Ihr erstes Bundesligator war der 3:2-Siegtreffer in der 90. Minute im Auswärtsspiel gegen Bayer 04 Leverkusen am 20. Oktober 2024 (7. Spieltag).
Am 12. März 2025 verkündete der FC Bayern die Vertragsverlängerung bis 2027.

### Auswahl-/Nationalmannschaft
Şehitler bestritt vom 30. Mai bis 2. Juni 2019 vier Spiele für die U14-Auswahlmannschaft des Württembergischen Fußballverbandes im Turnier um den Länderpokal an der Sportschule Wedau in Duisburg. Mit vier Siegen und einem Torverhältnis von 10:0 wurden alle Spiele gewonnen, in denen sie im ersten und letzten jeweils ein Tor erzielte.
Am 23. Oktober 2019 debütierte sie bereits als Nationalspielerin für die U15-Nationalmannschaft des DFB. Das in Büsingen am Hochrhein in Freundschaft ausgetragene Länderspiel gegen die U16-Nationalmannschaft der Schweiz wurde mit 5:0 gewonnen; sie wurde zur zweiten Spielhälfte für Mara Alber eingewechselt. Zwei Tage später an selber Stätte wurde auch der zweite Vergleich mit 3:2 erfolgreich beendet, in dem sie mit dem 1:0-Führungstreffer in der 13. Minute ihr erstes Länderspieltor erzielte.
Am 14. September 2021 debütierte sie für die U17-Nationalmannschaft, die in Skärhamn das in Freundschaft ausgetragene Länderspiel gegen die U17-Nationalmannschaft Schwedens mit 5:1 gewann. In ihrem zweiten Länderspiel dieser Altersklasse erzielte sie am 16. September 2021 an selber Stätte, beim 5:0-Sieg über die U17-Nationalmannschaft Norwegens mit dem Treffer zum Endstand in der 85. Minute ihr erstes Tor.
Mit vier Toren in sechs Spielen (8. November 2021 – 29. März 2022) – jeweils in der Liga A der Ersten und Zweiten Qualifikationsrunde für die Europameisterschaft – trug sie zur Teilnahme an der Endrunde bei.
Mit der Mannschaft nahm sie an der vom 3. bis 15. Mai 2022 in Bosnien und Herzegowina ausgetragenen Europameisterschaft teil. Sie kam in allen drei Spielen der Gruppe A zum Einsatz und erzielte im anschließenden Halbfinale am 12. Mai in Zenica das 1:0-Siegtor in der 40. Minute gegen die U17-Nationalmannschaft Frankreichs. Das drei Tage später in Sarajevo ausgetragene Finale gegen die U17-Nationalmannschaft Spaniens, das nach regulärer Spielzeit 2:2 geendet hatte, wurde mit 3:2 im Elfmeterschießen gewonnen, in dem sie ihren Schuss vom Punkt zum 2:1 verwandelte.
Im Oktober 2022 nahm sie daher auch an der in Indien ausgetragenen Weltmeisterschaft teil. Sie bestritt alle drei Spiele der Gruppe B und erzielte im zweiten und dritten jeweils ein Tor. Nachdem das Halbfinale gegen Spanien mit 0:1 verloren wurde, folgte im Spiel um Platz 3 gegen Nigeria ebenfalls eine Niederlage, wenn auch erst mit 2:3 im Elfmeterschießen.
Für die U19-Nationalmannschaft kam sie erstmals in den drei Spielen der Zweiten Qualifikationsrunde für die vom 18. bis 30. Juli 2023 in Belgien anstehende Europameisterschaft zum Einsatz wie auch in fünf Spielen des Turniers. Das in Löwen mit ihrer Mannschaft erreichte Finale wurde erst im Elfmeterschießen gegen die U19-Nationalmannschaft Spaniens mit 2:3 verloren, nachdem auch die Verlängerung torlos geendet hatte. Im November 2024 wurde sie von Bundestrainer Christian Wück anlässlich zweier Freundschaftsspiele gegen die Schweiz und Italien erstmals für die A-Nationalmannschaft nominiert. Ihr A-Länderspieldebüt gab sie am 29. November 2024 in Zürich beim 6:0-Sieg gegen die Schweizer Nationalmannschaft mit Einwechslung für Sjoeke Nüsken in der 63. Minute.
Da ihr Nachname vor allem online immer wieder zu unangebrachten Äußerungen und Parolen mit Bezug zum Nationalsozialismus führte, beantragte Şehitler Anfang 2025 bei der UEFA die Änderung der Namensaufschrift auf ihrem Trikot hin zu ihrem Vornamen. Nachdem diesem stattgegeben wurde, läuft sie zukünftig als erste Nationalspielerin nicht mehr mit ihrem Nachnamen auf dem Trikot auf; bei den Männern gab es bereits Cacau, der seinen Rufnamen auf dem Trikot trug. Auch der FC Bayern ist dazu übergegangen, ihr Trikot mit dem Vornamen zu beflocken und in Spielberichten und anderen Veröffentlichungen sie vermehrt als „Alara“ zu führen.

## Titel und Auszeichnungen
Nationalmannschaft
- U17-Europameister 2022

FC Bayern München
- Deutscher Meister 2024, 2025
- DFB-Pokal-Sieger 2025

Auszeichnung
- Preisträgerin der Fritz-Walter-Medaille 2023 (Gold)